# Betta patoti
Betta patoti är en fiskart som beskrevs av Weber och De Beaufort 1922. Betta patoti ingår i släktet Betta och familjen Osphronemidae. Inga underarter finns listade.